# Malik Muhammad Jayasi
Malik Muhammad Jayasi (1477 – 1542) è stato un poeta indiano, è stato il più grande autore sufi ed è stato autore del Padmāvat.

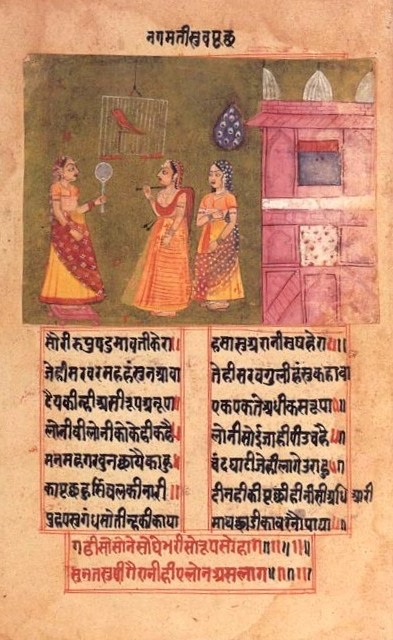
La regina Nagamati parla con il suo pappagallo, un manoscritto illustrato del Padmavat

Jayasi nacque probabilmente intorno alla fine del Quattrocento, nell'Avad. Di sicuro la sua vita fu in qualche modo legata alla città di Jayas, perché ce lo testimonia il suo nome. La composizione del Padmāvat avvenne probabilmente nella prima metà del Cinquecento (o 1520 o 1540).